# Humlegölen (Nykils socken, Östergötland)
Humlegölen är en sjö i Linköpings kommun i Östergötland och ingår i Motala ströms huvudavrinningsområde.